# Pancho Amat
Pour les articles homonymes, voir Amat.
Pancho Amat, né à La Havane en avril 1950, est un musicien cubain et joueur de tres cubain.  Il a collaboré avec Adalberto Alvarez, Oscar D'León, Pablo Milanés, Ry Cooder, Silvio Rodriguez avant de fonder son propre groupe, El Cabildo del Son.